# Acer cappadocicum lobelii
L'acero di Lobelius (Acer cappadocicum subsp. lobelii (Ten.) A.E.Murray è un albero della famiglia delle Sapindacee, endemico dell'Italia centro-meridionale.

## Descrizione
È un albero deciduo con portamento stretto e colonnare. I rami giovani sono coperti di pruina blu biancastra, poi diventano verdi.
Le foglie, opposte, lunghe 6–12 cm, hanno cinque lobi ondulati e sono appuntite verso l'estremità, lisce o poco dentate, lucide, verde scuro sopra, più chiaro sotto, gialle in autunno. Lo stelo reciso emana linfa lattiginosa.
Grappoli eretti di fiorellini giallo verdi sbocciano con le foglie giovani. Questi sono seguiti da frutti con ali verdi (samare) che sono lunghi fino a 2,5 cm.

## Distribuzione e habitat
Questa sottospecie è propria dell'Italia centro-meridionale, dall'Abruzzo alla Calabria, dove è presente in modo discontinuo nel piano collinare  e montano (tipicamente tra 700 e 1700 m).